# Porphyrinia kruegeri
Porphyrinia kruegeri là một loài bướm đêm trong họ Noctuidae.